# 内陆海军

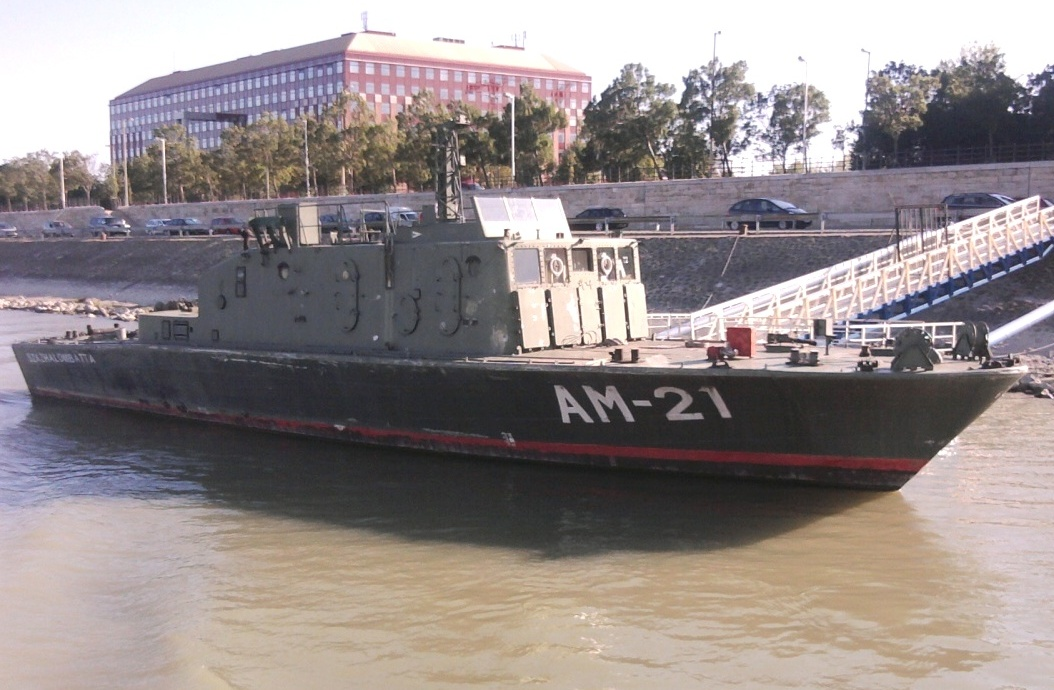
一艘已退役、曾由匈牙利國防軍使用過的內許汀級河流掃雷艇——薩茲豪隆包陶號（Százhalombatta AM-21）。2012年時攝於布達佩斯。

内陆海军，是内陆国家建立的象征性海军。内陸海军平时的用途是保护国家水路（如河流、湖泊）安全。

## 拥有内陆海军的国家
下列内陆国家都拥有内陆海军：

### 独立单位
下列国家的内陆海军作为一个独立的軍種：
|            | 阿塞拜疆海军     | 阿塞拜疆濒临里海，因此阿塞拜疆在里海上建立海军。2003年，美国經由伏尔加-顿河运河赠送一艘船给阿塞拜疆海军。 |
| 玻利维亚   | 玻利维亚海军     | 玻利维亚海军是内陆国家维持的最大规模的海军，有数千人服役。玻利维亚海军在該国境内的主要河流和的的喀喀湖上执行巡逻任务。玻利维亚在1879年硝石战争中失去了进入太平洋的机会。 1963年，玻利维亚政府成立了一支河流和拉库斯特部队（Fuerza Fluvial和Lacustre），在提卡卡湖和玻利维亚较大的河流巡逻，由四艘美国购买的巡逻艇和从军队中招募的1，800名人员组成。这支海军部队于1966年更名为玻利维亚海军，2008年达到5000人。它还在阿根廷罗萨里奥市永久部署了一支海军部队。 对一些玻利维亚人来说，玻利维亚海军是该国没有放弃收复失去的出海通道的象征。 |
| 中非       | 中非共和国海军   | 中非的海军驻扎在刚果河的支流乌班吉河上。乌班吉河是该国与剛果民主共和國的界河，也是交通要道。 |
|            | 哈萨克斯坦海军   | 哈萨克斯坦海军驻扎在里海上。 |
|            | 寮國人民海軍     | 寮國人民军海军部队驻扎在湄公河流域，至少有20-30艘巡逻艇。 |
| 巴拉圭     | 巴拉圭海军       | 巴拉圭海军有数十艘小型舰船，有几千人服役。巴拉圭海军驻扎在该国的两条主要河流：巴拉圭河和巴拉那河上。这支军队还参加过巴拉圭战争和大厦谷战争。 |
| 卢旺达     | 卢旺达海军       | 在基伏湖上巡逻的一支舰队。它参加过第二次刚果战争。 |
|            | 土库曼斯坦海军   | 土库曼斯坦海军驻扎在里海上。 |
| 乌干达     | 乌干达海军       | 乌干达人民国防军海军陆战队在维多利亚湖上有一支舰队。 |
|            | 乌兹别克斯坦海军 | 乌兹别克斯坦海军主要保卫咸海水域的安全，海军约有2500人，拥有海军各型舰艇20艘。水面作战舰艇2艘；扫布雷舰艇：扫雷艇4艘；其他舰艇14艘。 |
| 非独立单位 |                  | |
|            | 布隆迪海军       | 驻扎于坦噶尼喀湖 |
| 马拉维     | 马拉维海军       | 驻扎于马拉维湖 |
| 衣索比亞   | 埃塞俄比亞國防軍 | 埃塞俄比亚于1955年建立了海军，但在1991年厄立特里亚独立后成为内陆国家。尽管如此，埃塞俄比亚海军一直生存到 1996年，在外国港动。今天，埃塞俄比亚国防军在塔纳湖上操作一艘单人船。 |
| 匈牙利     | 匈牙利國防軍     | 拥有中东欧最重、最合格的军舰营之一；只有匈牙利在周边的北约成员国的河上拥有军队，罗马尼亚除外。匈牙利国防军的国防烟火和战舰营驻扎在布达佩斯多瑙河畔的伊普斯特港。在21世纪，军队购买了新的扫雷器，恢复或退役了旧的扫雷器。在国庆节，军舰沿着布达佩斯的多瑙河航行。 |
|            | 馬利武裝部隊     | 作为军队的一部分，维持一支小型河道巡逻队。 |
| 塞爾維亞   | 塞爾維亞武裝力量 | 塞尔维亚军队经营一个河船队，包括：扫雷，巡逻艇，和登陆艇在多瑙河，蒂萨和萨瓦河。 |
| 瑞士       | 瑞士陸軍         | 瑞士武装部队在日内瓦湖、马焦雷湖、卢塞恩湖、卢加诺湖和康斯坦茨湖上操作水瓶座级巡逻艇。这些小船由工兵团第10摩托艇連驾驶。 |

## 曾经拥有内陆海军的国家
| 主权国家 | 内陆海军   | 备注                               |
| 独立单位 | 独立单位   | 独立单位                           |
| -------- | ---------- | ---------------------------------- |
| 捷克     | 捷克海军   | 捷克斯洛伐克解体之后，随即取消。   |
| 匈牙利   | 匈牙利海军 | 曾经在多瑙河上拥有舰队，现已取消。 |